# Misa de Tournai
La Misa de Tournai (ca. 1349) es la misa polifónica completa más antigua conocida, y se conserva en la biblioteca de la catedral de Tournai. Dedicada a la Virgen María, consta de cinco movimientos del ordinario, y un motete para el final de la misa. La música no fue compuesta como unidad, sino que es una compilación que abarca más de un estilo polifónico, aunque sí fue copiada como una unidad para que se interpretase el ordinario de manera polifónica. Así pues, el origen del Kyrie, el Sanctus y el Agnus Dei están en el estilo del período llamado Ars Antiqua; en cambio el Gloria, el Credo y el Ite missa est están en el del Ars Nova.